# Impacto en Júpiter de 2016

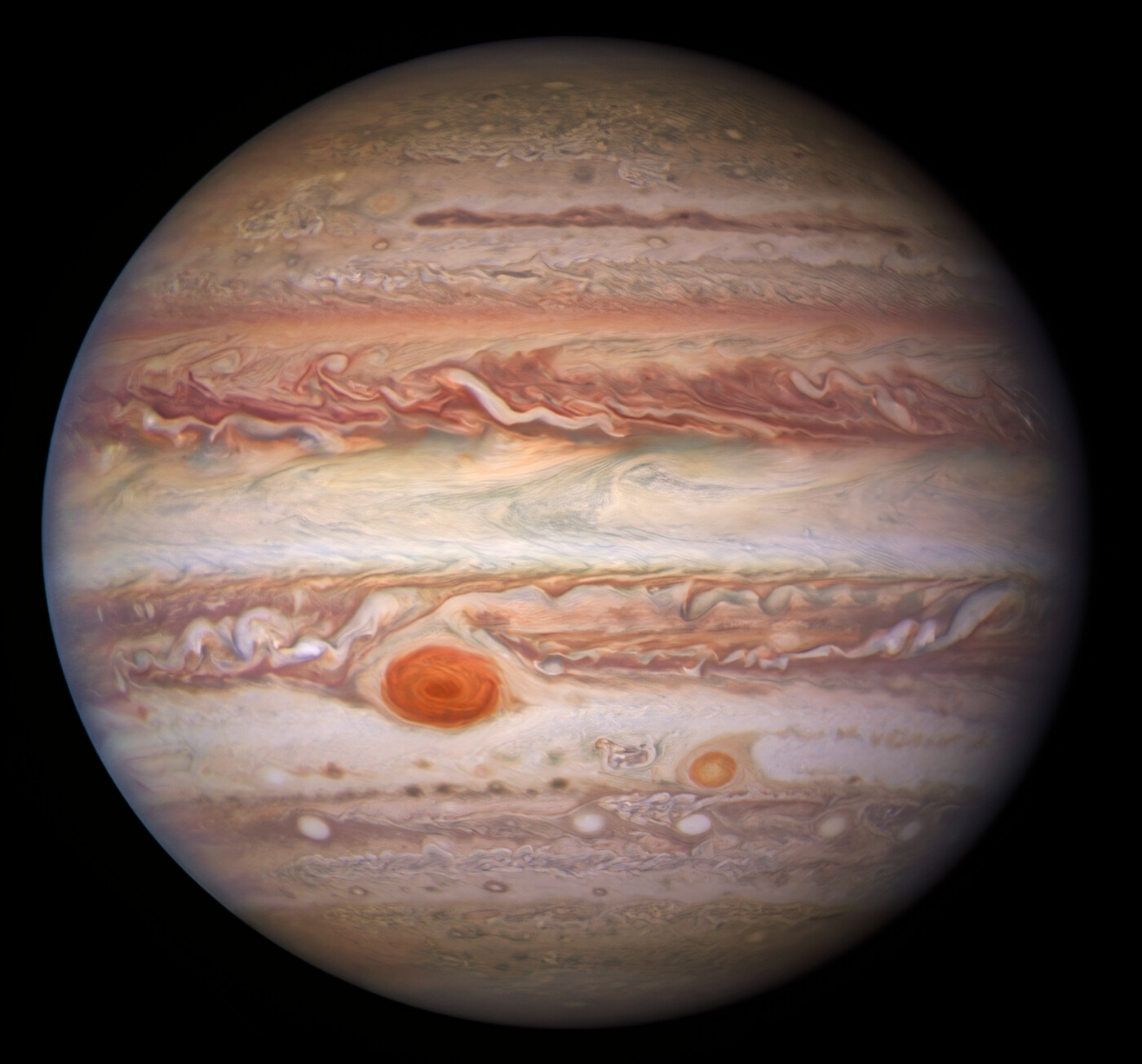
El planeta Júpiter.

Un cuerpo astronómico impactó con Júpiter, el planeta más grande del sistema solar, el 17 de marzo de 2016. La NASA aún no ha confirmado que el objeto en cuestión sea un asteroide o un cometa.

## Evidencia
Un video de Júpiter fue captado desde Mödling el 17 de marzo por el astrónomo aficionado Gerrit Kernbauer con un telescopio de 20 centímetros. Durante su filmación, apareció una luz en el lado derecho de Júpiter visto desde su lente. Otro astrónomo aficionado, John McKeon, publicó un video tomado con un telescopio de 11 pulgadas y un filtro infrarrojo del mismo evento, verificando el clip que Kernbauer había publicado.
El gerente de la Oficina del Programa NEO de la NASA en el Laboratorio de Propulsión a Reacción de la NASA, Paul Chodas, dijo que había una mayor posibilidad de que el objeto que impactó fuera un asteroide en lugar de un cometa.